# Белошниченко, Кузьма Романович
Кузьма Романович Белошниченко (1 ноября 1895 года, хут. Артополот, Роменский уезд, Полтавская губерния — 21 мая 1945 года, Москва) — советский военный деятель, генерал-майор (27 января 1943 года).

## Начальная биография
Кузьма Романович Белошниченко родился 1 ноября 1895 года на хуторе Артополот Роменского уезда Полтавской губернии.
Работал в сельскохозяйственной мастерской Вильямса в Феодосии.

## Военная служба

### Первая мировая и гражданская войны
В мае 1915 года призван в ряды Русской императорской армии и направлен в Ингерманландский 10-й гусарский полк (10-я кавалерийская дивизия, 3-й кавалерийский корпус), в составе которого в 1916 году окончил учебную команду и затем младшим командиром принимал участие в боевых действиях на Юго-Западном фронте. Получил чин вахмистра.
В ноябре 1917 года К. Р. Белошниченко организовал партизанский отряд, который вскоре влился в Роменский повстанческий партизанский отряд Ременцова, после чего принимал участие в боевых действиях против немецких оккупационных войск, а также вооружённых формирований под командованием гетмана П. П. Скоропадского, атамана Григорьева, С. Петлюры и генерала А. И. Деникина. Вскоре отряд переименован в 1-й Роменский кавалерийский полк, в составе которого К. Р. Белошниченко служил командиром взвода и помощником командира эскадрона.
В июле 1919 года направлен на учёбу на 2-е Киевские кавалерийские курсы комсостава, в составе сводной маневренной кавалерийской бригады курсантов командиром эскадрона участвовал в боевых действиях против войск под командованием генерала А. И. Деникина в районе Дарницы, Киева и Чернигова.
В 1920 году направлен на 7-е Борисоглебские кавалерийские курсы, после окончания которых в феврале 1921 года назначен на должность командира взвода 122-го кавалерийского полка (21-я кавалерийская дивизия), а с апреля служил командиром взвода и эскадрона в составе 8-го кавалерийского полка (2-я кавалерийская дивизия). Принимал участие в подавлении Тамбовского восстания под руководством А. С. Антонова.
С марта 1922 года служил помощником командира полка и командиром эскадрона в составе 55-го кавалерийского полка (6-я отдельная Алтайская кавалерийская бригада). В 1921—1923 годах принимал участие в подавлении Ишимского восстания и ликвидации бандитизма на территории Сибири и Горного Алтая, а с августа 1923 года служил командиром эскадрона, помощником командира и исполняющим должность командира 46-го кавалерийского полка (6-я отдельная Алтайская кавалерийская бригада) участвовал в боях против басмаческих формирований под руководством Ибрагим-бека, Ярмат-Максума, Алла-Назарова, Тугай-Сары и Хурам-бека на территории Ферганской области и Восточной Бухары.

### Межвоенное время
В августе 1924 года К. Р. Белошниченко направлен на учёбу на Ленинградские кавалерийские курсы, после окончания которых в августе 1925 года вернулся в 6-ю отдельную Алтайскую кавалерийскую бригаду, в составе которой последовательно командовал 76-м, 77-м и 78-м кавалерийскими полками в Восточной Бухаре. В декабре 1926 года переведён на должность начальника штаба 1-го Туркменского кавалерийского полка (Отдельная Туркменская кавалерийская бригада). В период с октября 1927 по апрель 1930 года служил начальником штаба и исполняющим должность командира полка и участвовал в боевых действиях против басмаческих формирований под руководством Джунаид-хана в районе Кизыл-Арвата и Каракум.
В сентябре 1930 года К. Р. Белошниченко назначен на должность командира 89-го Пятигорского кавалерийского полка (10-я Терско-Ставропольская казачья дивизия, Северокавказский военный округ). В 1934 году с отличием окончил кавалерийские курсы усовершенствования командного состава РККА в Новочеркасске.
В сентябре 1937 года назначен на должность командира 12-й Кубанской казачьей дивизии. Комбриг К. Р. Белошниченко в сентябре 1938 года был арестован органами НКВД, после чего находился под следствием. Приказом НКО СССР от 17 сентября того же года уволен из рядов РККА.
В феврале 1940 года освобождён из-под ареста в связи с прекращением дела, 30 мая того же года восстановлен в кадрах РККА в воинском звании «комбриг» и направлен в распоряжение Наркомата совхозов СССР на должность директора Алма-Атинского Всесоюзного государственного треста конных заводов.

### Великая Отечественная война
6 августа 1941 года комбриг К. Р. Белошниченко назначен командиром 63-й кавалерийской дивизии, формировавшейся в Ленинабаде (Таджикская ССР), откуда к концу мая 1942 года была передислоцирована в Зугдиди, после чего заняла оборонительный рубеж вдоль побережья Чёрного моря на участке Гагида, Анаклия, а в период с 11 августа по 20 сентября 1942 года двумя полками (214-й и 220-й) обороняла перевалы Главного Кавказского хребта, после чего была заменена частями 242-й стрелковой дивизии. Во второй половине октября дивизия была передислоцирована в район станицы Червлённая, после чего принимала участие Нальчикско-Орджоникидзевской оборонительной, Северо-Кавказской и Ростовской наступательных операциях, выйдя в начале марта к реке Миус, где перешла к обороне.
9 мая 1943 года 63-я кавалерийская дивизия под командованием К. Р. Белошниченко была выведена в резерв Ставки Верховного Главнокомандования и с сентября того же года принимала участие в ходе Донбасской, Мелитопольской, Корсунь-Шевченковской и Уманско-Ботошанской наступательных операций.
7 июля 1944 года назначен на должность заместителя командира 1-го гвардейского кавалерийского корпуса, который вскоре принимал участие в ходе Львовско-Сандомирской и Восточно-Карпатской наступательных операций.
Генерал-майор Кузьма Романович Белошниченко 12 октября 1944 года убыл на лечение в госпиталь по болезни. Умер 21 мая 1945 года в Москве.

### Воинские звания
- Комбриг (22 февраля 1938 года);
- Генерал-майор (27 января 1943 года).

## Награды
- Орден Ленина (21.02.1945);
- Три ордена Красного Знамени (13.12.1942, 08.10.1943, 03.11.1944);
- Орден Кутузова 2 степени (31.03.1943);
- Орден Богдана Хмельницкого 2 степени (24.04.1944);
- Орден Красной Звезды (16.08.1936);
- Медали.

## Память
В городе Городище Черкасской области в честь генерала К. Г. Белошниченко названа улица.